# Механізатор (футзальний клуб)
Механіза́тор  — український футзальний клуб, який представляв місто Дніпропетровськ, існував з 1987 по 1997 рік. Один з перших професіональних футзальних клубів СРСР. Володар кубку СРСР з міні-футболу, неодноразовий чемпіон України з футзалу та володар Кубку України.

## Історія

### Створення клубу
У середині 80-х років XX століття в Дніпропетровську на базі тресту «Дніпробудмеханізація» створюється футбольна команда «Механізатор», яка виступає в першості міста. У 1987 році поціновувачі футболу на чолі з Олександром Хандригою проводять змагання з міні-футболу, створюється школа молодого арбітра, випускником якої згодом стає відомий арбітр ФІФА з футзалу Олег Іванов. Отримавши згоду мера Дніпропетровська Валерія Пустовойтенка, який раніше очолював трест «Дніпробудмеханізація», у 1987 році створюється госпрозрахунковий міні-футбольний клуб «Механізатор», президентом якого стає Олег Зеліксон, а начальником команди — Олександр Хандрига.
За відсутності регулярного чемпіонату в країні починають проводитися турніри, які збирають клуби поціновувачів міні-футболу з різних міст. Після турнірів, які пройшли в Мінську, Кишиневі та Новосибірську, тренером «Механізатора» стає Геннадій Шур. У команди починає підбиратися сильний склад, разом з іншими до неї переходять Костянтин Єрьоменко та Олег Солодовник, які згодом стали відомими в складі московської «Діни».

### Республіканські турніри
У 1988 році «Механізатор» бере участь в першому в Україні республіканському турнірі на призи газети «Молодь України», переможцем якого стає київський «Електронмаш». Рік по тому у вище вказаному турнірі грають вже команди з усього Радянського Союзу.
У 1990 році створюється Союз міні-футбольних клубів України, президентом якого обрано Олександра Хандригу. Проводиться пробний чемпіонат України за участю п'яти команд, переможцем якого й стає «Механізатор». Ігор Лещук і Юрій Миргородський, які представляють клуб, визнані найкращим воротарем і нападнимком турніру. «Механізатор» стає також володарем Кубку України, обігравши в фіналі ДХТІ з рахунком 8:1, а індивідуальні призи найкращому воротареві, нападаючому та бомбардиру турніру отримують Ігор Лещук, Сергій Усаковський і Олександр Москалюк. Головним спонсором команди в цей час є колгосп «Авангард» Дніпропетровської області та його голова Михайло Коробка.

### Міжнародні виступи
На початку 1990 року «Механізатор» проводить дві товариські гри з аматорськими командами з Англії в Манчестері. У тому ж році в словацькому місті Лучинець проходить міжнародний турнір, на якому «Механізатор» обігрує клуби зі Словаччини, Чехії та Угорщини, займає перше місце, а Костянтин Єрьоменко стає найкращим гравцем та найкращим бомбардиром турніру.

### Чемпіонат та кубок СРСР
До збірної СРСР з міні-футболу, котра проводить в 1990 році свій перший збір, викликається четверо дніпропетровських гравців: воротар Ігор Лещук, а також Володимир Кобзарєв, Михайло Уфімцев та Олег Солодовник.
У 1990 році під егідою новоствореної Асоціації міні-футболу СРСР проходить перший всесоюзний турнір за участю 16 команд, розбитих на дві ліги, за підсумками якого «Механізатор» займає четверте місце, а переможцем стає «Сигнал» з Обнінська. Наступного року «Сигнал» знову перемагає, залишивши «Механізатор» на другому місці. У 1992 році переможцем стає «Еврика» з Таллінна, а «Механізатор» бере бронзу.
Наприкінці 1990 року під керівництвом комітету з міні-футболу Федерації футболу СРСР проходить перший чемпіонат СРСР з міні-футболу. У фінальній частині, яка проходила в Кишиневі з 23 січня по 8 березня 1991 року, «Механізатор» займає восьме місце, а Костянтин Єрьоменко визнається найкращим нападником.
У серпні 1991 року в Москві створюється міні-футбольна команда «Діна», яка зібрала найсильніших гравців країни. У «Діну» переходять лідери «Механізатора» Костянтин Єрьоменко та Олег Солодовник. Наприкінці 1991 року в Дніпропетровську проходить фінал Кубку СРСР. На вихід у півфінал претендували «Механізатор» і «Діна», які набрали однакову кількість очок та не виявили переможця в особистій зустрічі. Доля путівки вирішувалася за допомогою жереба, в якому взяли участь колишні партнери по команді дніпропетровець Олег Зеліксон і Костянтин Єременко, який представляє «Діну»: Єременко витягнув папірець з мінусом, а плюс дістався Зеліксону, що вивело «Механізатор» у півфінал. Обігравши в одній другій фіналу команду «Агро-Інтекс», у вирішальному матчі «Механізатор» зустрічається з «Валеологією» з Кишинева. Тричі програючи по ходу матчу, «Механізатор» зрівнює рахунок, а потім здобуває перемогу в серії післяматчевих пенальті, ставши першим та єдиним володарем Кубку СРСР з міні-футболу.

### Турніри незалежної України
У чемпіонаті України сезону 1991/92 взяли участь десять команд. Три перших місця займають представники Дніпропетровська: чемпіоном став «Механізатор», а також команди ДХТІ й Агроуніверситету. Пізніше «Механізатор» робить золотий дубль, обігравши в фіналі Кубку України франківський «Трактор» з рахунком 5:1.
У 1992 закінчує виступи й залишає клуб один із засновників — Олег Зеліксон. У тому ж році помирає Олександр Хандрига. Фінансове становище клубу погіршується. У чемпіонаті 1992 року «Механізатор» стає другим, поступившись запорізької «Надії». Сезон 1993/94 років команда закінчує на п'ятому місці, а в кубку країни доходить до півфіналу.
У 1995 році «Механізатор» завойовує звання чемпіона України і стає володарем кубка країни. У наступному сезоні 1995/96 років завойовує друге місце в чемпіонаті, але знову перемагає в Кубку України. Сезон 1996/97 років стає останнім для клубу: зайнявши одинадцяте місце в чемпіонаті «Механізатор» припиняє своє існування.

### Інші змагання
«Механізатор» є триразовим володарем «Кубку Великого Дніпра», який проводився в Україні з 1989 по 2006 роки. Перший турнір відбувся в Шостці Сумської області, другий — у Славуті Хмельницької області, третій — у Дніпропетровську, і «Механізаторові» вдалося стати переможцем всіх вище вказаних турнірів.
У 1994 році «Механізатор» взяв участь в міжнародному турнірі «Петербурзька осінь-94» і здобув в ньому перемогу.

## Пам'ятні дати
У 1993 році в Дніпропетровську пройшов міні-футбольний турнір пам'яті Олександра Хандригі, який завершився перемогою «Механізатора». З тих пір турнір став традиційним і проводився декілька разів. 
16 грудня 2011 року пройшов матч пам'яті Олександра Хандриги та Костянтина Єрьоменка, видатного футзаліста, відомого виступами за «Механізатор» і московську «Діну».
1 грудня 2011 року Валерій Павлович Пустовойтенко, при безпосередній участі якого й був створений клуб «Механізатор», нагороджений орденом князя Ярослава Мудрого 3 ступеня за вагомий особистий внесок у розвиток українського футболу.

## Досягнення
- Вища ліга України
  -  Чемпіон (3): 1990, 1991, 1994/95
  -  Срібний призер (1): 1995/96

- Кубок України
  -  Володар (2): 1994/95, 1995/96

- Кубок СРСР
  -  Володар (1): 1991